# Брионе (провинция Брешиа)
Брионе (итал. Brione, ломб. Breó) — коммуна в Италии, в провинции Брешиа области Ломбардия.
Население составляет 665 человек (2008 г.), плотность населения составляет 79 чел./км². Занимает площадь 7 км². Почтовый индекс — 25060. Телефонный код — 030.
Покровителем коммуны почитается святой Зенон Веронский, празднование 12 апреля.

## Демография
Динамика населения:

## Администрация коммуны
- Официальный сайт: